# Federico Alizeri
Federico Alizeri, talvolta indicato come Federigo (Genova, 27 dicembre 1817 – Genova, 28 settembre 1882), è stato uno storico e critico letterario italiano. Fu uno dei più importanti biografi e ricercatori liguri dell'Ottocento.
Secondo l'enciclopedia Treccani, le sue pubblicazioni, nel solco della monumentale opera svolta da Raffaele Soprani e Carlo Giuseppe Ratti fra il Seicento e il Settecento, costituiscono «il repertorio più ricco d'informazioni sull'arte ligure della fine del secolo XVIII e della prima metà del XIX» e «una fondamentale documentazione, non solo per gli artisti liguri fino a tutto il Cinquecento, ma anche per gli stranieri attivi nella regione».

## Biografia
Figlio di calzettai ed erede di una discreta sostanza, secondo quanto scrisse il Federico Donaver dedicandogli un profilo nel suo libro Le vie di Genova, studiò giurisprudenza sotto la guida di Paolo Rebuffo, sebbene intenzionato a indirizzare fin dall'inizio i suoi interessi verso la letteratura. Divenuto avvocato, collaborò al giornale l'Espero, foglio letterario che venne pubblicato nel capoluogo ligure dal 1841 al 1846. Giunse ad assumerne la direzione, ma questo impiego gli valse un richiamo della polizia sabauda per un commento riguardo a una compagnia di commedianti ingaggiata al Teatro Diurno.
Da allora si dedicò all'attività di annalista, compilando un Commentario, in cui erano registrati tra l'altro gli eventi accaduti fra il marzo e l'aprile del 1849 in occasione dei moti di Genova; questo lavoro rimase tuttavia inedito nell'Archivio Civico. Compilò anche, in tre volumi, le Notizie dei professori di disegno liguri dalla fondazione dell'Accademia Ligustica di Belle Arti ai giorni nostri e, successivamente, un'opera analoga in sei volumi dalle origini al XVI secolo. Un settimo volume di documenti è rimasto inedito nell'archivio della Società Ligure di Storia Patria.
Come letterato, Alizeri tradusse dalla lingua latina le Guerre di Spagna di Jacopo Bracelli, lasciando inedita una commedia in versi martelliani, Il matrimonio di Goldoni.
Come storico si occupò soprattutto di descrivere la sua città e i suoi personaggi più conosciuti e prestigiosi fin dai tempi della Repubblica di Genova, senza trascurare lo studio dell'opera di Dante Alighieri. Secondo Donaver, impiegò dieci anni a scrivere la Guida di Genova pel cittadino e pel forastiero, dapprima pubblicata dall'editore Grondona in tre volumi fra il 1846 e il 1847, per essere riformata e pubblicata nel 1875 dall'editore Sambolino in un unico ponderoso volume dal titolo Guida illustrata del cittadino e del forestiero per la città di Genova e sue adiacenze. In quest'opera ogni via, palazzo e chiesa della Superba è illustrata in maniera minuziosa, ne viene fornita la storia, riportato il nome degli artisti che vi lavorarono, indicate le pitture, le sculture, i pregi architettonici più singolari.
Come docente e studioso di Dante, commentò in conferenze pubbliche, al Circolo Filologico e in riviste letterarie, l'opera del sommo poeta: a questo proposito realizzò la prima edizione genovese della Divina Commedia con ragionamenti e note in quattro volumi.
Il commento dell'Alizeri - a parere del biografo Donaver - è più filologico che filosofico, più letterario che politico, con interpretazione di parte guelfa, ma - complessivamente - chiara, onesta, sincera.
Alizeri morì nella sua villa dell'allora comune di San Biagio, alla periferia di Genova. La sua città natale gli ha intitolato una via nel quartiere di San Teodoro.

## Opere

### Saggi
- Federico Alizeri, Guida artistica per la città di Genova, I, Genova, Gio. Grondona Q. Giuseppe, 1846.
- Federico Alizeri, Guida artistica per la città di Genova, II, parte 1, Genova, Gio. Grondona Q. Giuseppe, 1847.
- Federico Alizeri, Guida artistica per la città di Genova, II, parte 2, Genova, Gio. Grondona Q. Giuseppe, 1847.
- Federico Alizeri, Notizie dei professori del disegno in Liguria dalle origini al secolo XVI, I, Genova, Sambolino, 1864.
- Federico Alizeri, Notizie dei professori del disegno in Liguria dalle origini al secolo XVI, II, Genova, Sambolino, 1865.
- Federico Alizeri, Notizie dei professori del disegno in Liguria dalle origini al secolo XVI, III, Genova, Sambolino, 1866.
- Federico Alizeri, Notizie dei professori del disegno in Liguria dalle origini al secolo XVI - Pittura, I, Genova, Sambolino, 1870.
- Federico Alizeri, Notizie dei professori del disegno in Liguria dalle origini al secolo XVI - Pittura, II, Genova, Sambolino, 1873.
- Federico Alizeri, Notizie dei professori del disegno in Liguria dalle origini al secolo XVI - Pittura, III, Genova, Sambolino, 1874.
- Federico Alizeri, Notizie dei professori del disegno in Liguria dalle origini al secolo XVI - Scultura, IV, Genova, Sambolino, 1876.
- Federico Alizeri, Notizie dei professori del disegno in Liguria dalle origini al secolo XVI - Scultura, V, Genova, Sambolino, 1877.
- Federico Alizeri, Notizie dei professori del disegno in Liguria dalle origini al secolo XVI - Scultura, VI, Genova, Sambolino, 1880.
- Federico Alizeri, Guida illustrata del cittadino e del forestiero per la città di Genova e sue adiacenze, Genova, Sambolino, 1875.

### Traduzioni
- Iacopo Bracelli, Della guerra di Spagna. Libri V, a cura di Federico Alizeri, Genova, Tipi del R.I. de' Sordo-Muti, 1856.